# Баллод, Пётр Давыдович
Пётр Давыдович Баллод (13 декабря 1839, Лифляндская губерния, Рижский уезд, Российская империя — 22 января 1918, Благовещенск, Российская империя) — русский врач, революционер, философ.

## Биография
Родился 13 декабря 1839 года в Лиелмуйжской волости в семье крестьянина-гернгутера, ставшего затем священником. Учился в духовной семинарии в Риге, затем переехал в Петербург, где поступил в Медико-хирургическую академию и затем перешёл в Петербургский университет на физико-математический факультет. 
Хорошо изучив литературу по социальным вопросам, вдохновив себя идеями писателей-философов Герцена и Чернышевского твёрдо решил стать философом. За революционную деятельность (создание подпольной типографии) в 1862 году он вместе с писателем Дмитрием Писаревым был арестован и приговорён к 15 годам каторжных работ, несколько лет работал на Александровском заводе. В 1871 году он был освобождён с каторги в порядке помилования и направлен на вечное поселение в Илгинскую волость Верхоленского округа Иркутской губернии. 
Скончался 22 января 1918 года в Благовещенске.